# Charles Gaudichaud-Beaupré
Charles Gaudichaud-Beaupré, född 1789, död 1854, var en fransk botaniker.
Charles Gaudichaud-Beaupré blev professor i farmaci 1833. Under jordenruntresor med franska krigsfartyg 1817–1820, 1831–1833 och 1836–1837 gjorde han omfattande och betydelsefulla, i naturhistoriska museet i Paris förvarade samlingar av växter, som han beskrev i Louis Claude de Saulces de Freycinets Voyage autour du monde ... Botanique (1826) och i Voyage autour du monde exécuté pendant les années 1836 et 1837 sur la corvette La Bonite commandée par Vaillant... Histoire naturelle. Botanique (1844–1851). Av Gaudichaud-Beauprés morfologiska arbeten, i vilka han förfäktade sin så kallade "fytonteori" rörande växtens grundorgan, märks främst Recherches générales sur l’organo-graphie, la physiologie et l’organogénie des végétaux (1841–1843).